# يومي أوتشياما
يومي أوتشياما (内山夕実 أوتشياما يومي) هي مؤدية أصوات يابانية ولدت في 30 أكتوبر 1987 في طوكيو.

## أدوارها في الأنمي

### مسلسلات انمي تلفزيونية
- ري:بداية الحياة في عالم آخر من نقطة الصفر - باك
- كنز نانانا ريوغاجو - شيكي مابورو
- أص الديناري - ري تاكاشيما
- هيوكا - نوريكو شيميزو، ساواي
- نيسيكوي - روري مياموتو
- نيسيكوي: - روري مياموتو
- سترايك ذا بلاد - يوما توكويوغي
- أغنية حب طيار - سونيا باليز
- التلميذ المتخلف في ثانوية السحر - إيريكا تشيبا
- كرايم إدج القاطعة - هوكو بيوينغاسا
- ميداكا بوكس أبنورمال - إيا رينبي
- الأحجية الشيطانية - ماكو أزوما
- البطلة يونا يوكي - فو إينوبوزاكي
- طوكيو غول - شقيقة نيشيكي نيشيو
- كينموزا - يوكو إينوكوما
- هالو!! كينموزا - يوكو إينوكوما
- آربيجيو الفولاذ الأزرق: آرس نوفا - كيريشيما
- بطولات أرسلان - ايتوال
- بطولات أرسلان: رقصة العاصفة الترابية - ايتوال
- البدلة المتنقلة جاندام: أيتام الدم الحديدي - فوميتان أدموس
- المعلم الأوتاكو - يوكينو كوريباياشي
- هايكيو!! الموسم الثاني - ماي ناميتسو
- بونغو ستراي دوغز - ياماغيوا
- غيت: قوات الدفاع الذاتي تقاتل في أرض غريبة - بوزيس كو باليستي
- كاكيغوروي xx - ميو إينبامي
- فريق الإطفاء الناري - آرو

### أفلام أنمي
- أورا: معركة ماريوينكوغا الأخيرة - أوزاكي

## أدوارها في ألعاب الفيديو
- البطلة يونا يوكي: ذكريات بحر الأشجار - فو إينوبوزاكي
- بيرسونا 5 - إيتشيكو أويا
- ري:بداية الحياة في عالم آخر من نقطة الصفر DEATH OR KISS - باك

## أدوارها في الدبلجة اليابانية
- ماي ليتل بوني: فرندشيب إز ماجيك - الأميرة لونا (الصوت الأول), دياموند تيارا

## وصلات خارجية
- يومي أوتشياما على موقع IMDb (الإنجليزية)
- يومي أوتشياما على موقع ميوزك برينز (الإنجليزية)
- يومي أوتشياما على موقع ميوزك برينز (الإنجليزية)
- يومي أوتشياما على موقع ديسكوغز (الإنجليزية)
- يومي أوتشياما على موقع قاعدة بيانات الفيلم (الإنجليزية)
- يومي أوتشياما على موقع ANN person (الإنجليزية)